# Roger Simonsson
Stig Roger Simonsson, född 16 oktober 1951 i Laxå, är en svensk målare och grafiker. Han är informatör för Statens konstråds projekt Konst där vi bor.

## Studier
- Hovedskous målarskola 1982–1985

## Representerad
- Göteborgs konstmuseum[källa behövs]
- Västerås konstmuseum
- Statens konstråd
- Stockholms konstråd
- Göteborgs konstnämnd
- Smålands konstarkiv
- Sveriges landsting och Sveriges kommuner